# Renato Natali
Renato Natali (Livorno, 10 maggio 1883 – Livorno, 7 marzo 1979) è stato un pittore italiano.

## Biografia
Fratello minore del pittore, scenografo e attore Athos Rogero Natali, sin da giovanissimo cominciò ad interessarsi all'arte del disegno; al 1898 risalgono i primi dipinti conosciuti.
Nel 1903 fu premiato con una medaglia d'argento dal Ministero della Pubblica Istruzione, mentre due anni dopo partecipò alla sua prima Biennale di Venezia a cui seguì la partecipazione a ben altre 6 edizioni quella del 1907, del 1910, del 1920, del 1922, del 1924 e del 1930. Nel 1948 data la sua unica partecipazione alla Quadriennale di Roma.
Viaggiò a Venezia (molti quadri sul Canal Grande) e Parigi, dove incontrò l'amico Leonetto Cappiello e Modigliani. Ma Natali non tirò mai fuori i colori e pennelli per dipingere una tavoletta. Sgridato da Cappiello "pensi alle donne invece che alla pittura", Natali prese a memoria tanti appunti che poi rielaborò in studio.
Influenzato dalle tendenze europee, nel 1914 rientrò a Livorno, indirizzando la sua pittura su colori e temi più vivaci.
Con Gino Romiti, Gastone Razzaguta, Giovanni Zannacchini e altri fondò il famoso "Gruppo Labronico", un gruppo di amici pittori che diedero vita a diverse manifestazioni artistiche e partecipando a mostre in molte città d'Italia, tra cui la biennale di Venezia.
Assistette ai bombardamenti che, nel corso della seconda guerra mondiale, distrussero la sua città natale, traendo spunti per alcune sue importanti opere. Infatti, i vicoli dell'antica Livorno (quartiere Venezia) e della città bombardata, rappresentarono alcune delle sue tematiche predilette, insieme a popolane, marinai e alle famose risse notturne.

## Le principali mostre
- 1947: espone a Milano con il pittore emergente Gio Batta Lepori[3]
- 1984: Renato Natali nel centenario della nascita 1883 - 1983. Bottini dell'olio, Livorno.
- 2007; Renato Natali, Venti opere straordinarie, Galleria Rotini, Castiglioncello